# Orddannelse
Orddannelse er skabelse af ord.
De to hovedmetoder hvorved at nye ord skabes er ved afledning og sammensætning.
Derudover kan orddannelse ske ved forkortelse eller ved indlån af ord fra fremmede sprog.
Afledning sker typisk ved at forled eller efterled påsættes det oprindelige ord.
Et dansk eksempel er ordet "skade" der kan afledes til tillægsordet "skadelig" ved efterleddet "-lig". Dette tillægsord kan afledes til et nyt tillægsord, "uskadelig" ved påsættelse af forleddet "u-".
Sammensætning sker ved at to ord sættes sammen, eventuelt med et bindebogstav imellem. Et dansk eksempel er fra ordene "skade" og "bygning" der kan danne det nye ord "bygningsskade", hvor "-s-" er et bindebogstav.
En speciel form for orddannelse skaber et portmanteau hvor fragmenter af ord skaber et nyt ord. Engelske eksempler er ordet "motel" der er skabt ud fra fragmenter af "motor" og "hotel" og ordet "brunch" der er opstået fra "breakfast" og "lunch".
I Danmark skabes nye ord ikke af Dansk Sprognævn, men de registrere dog nye ord,
for eksempel gennem netordbogen Nye ord i dansk.